# Volby do MNV Kroměříž 1986
Volby do Městského národního výboru Kroměříže 1986 proběhly 23. května a 24. května v rámci voleb do "zastupitelských" orgánů Československa, kdy se během jednoho volebního aktu rozhodovalo o složení "zastupitelských" sborů na všech úrovních. Oproti roku 1981 se počet poslanců, v důsledku vzrůstu obyvatel na sídlištích, v rodinných domcích na Barbořině, obsazování bytů na sídlišti Zachar v nejbližší době a připojení dosavadních samostatných obcí, od 1. 1. 1986 nových místních částí Drahlov, Hradisko, Jarohněvice, Postoupky, Skaštice, Šelešovice, Těšnovice, Trávník a Zlámanka, zvýšil z dřívějších 96 nově na 120.
Volby probíhaly formálně dle dvoukolového většinového systému v malých jednomandátových obvodech, kdy byl vždy připuštěn pouze jediný kandidát vybraný Národní frontou, který pro zvolení potřeboval získat nadpoloviční většinu hlasů. Ze 120 vybraných kandidátů na poslance pléna MNV Kroměříž bylo 64 členy KSČ, 4 ČSS, 4 ČSL a 48 bez politické příslušnosti. Ze zapsaných 20.545 voličů bylo pro kandidáty Národní fronty odevzdáno 20.454 platných hlasů.
Na základě závazku podniku Agrodat proběhlo sledování průběhu voleb a zpracování jejich výsledků přes počítač.

## Poslanci
| Č.  | Volební obvod | Poslanec                         | Pol. příslušnost   |
| --- | --- | -------------------------------- | ------------------ |
| 1   | Skaštice (bez č. 54,81,96,107,132,136-37) | Marie Blaháková                  | KSČ                |
| 2   | Bílany (bez č. 62/Zámeček) | Antonín Štokman                  | KSČ                |
| 3   | Bílanská, Raisova, Čelakovského | Jindra Zahradníčková             | Bez pol. přísluš.  |
| 4   | Hulínská, Engelsova, Marxova, Partyzánská, Kaplanova | Karel Svačina                    | KSČ                |
| 5   | Chropyňská, Na Sádkách, Horní Zahrady, Skaštice (č. 54,81,96,107,132,136-37)                                                                                    | Vlastimil Musil                  | KSČ                |
| 6   | Dolnozahradská (od mostu po Ovocnou) | Přemysl Loučka                   | KSČ                |
| 7   | Braunerova | Ignác Valentík                   | Bez pol. přísluš.  |
| 8   | Skopalíkova, Axmanova, Dolní Zahrady (č. 1684, 1841, 2395/Za Řempem)                                                                                            | Marie Vojtková                   | Bez pol. přísluš.  |
| 9   | Ovocná (po Novou), Karla Rajnocha, Samoty (č. 1431, 1679, 1682-83), Bílany (č. 62)                                                                              | Josef Doležal                    | Bez pol. přísluš.  |
| 10  | Dolnozahradská (od Ovocné), Ovocná (Od Nové po Dolnozahradskou), Nová, U zámečku, Dolní Zahrady                                                                 | Vladimír Humpa                   | Bez pol. přísluš.  |
| 11  | Chelčického, Štítného, Tržiště, Veleslavínova, Stoličkova (od Tomkovy po trať), Švabinského nábřeží (od Tomkovy po trať)                                        | František Limanovský             | Bez pol. přísluš.  |
| 12  | Bartošova, Brandlova | Marie Vašková                    | Bez pol. přísluš.  |
| 13  | Stoličkova (od Wolkerovy po Tomkovu), Švabinského nábřeží (od Wolkerovy po Tomkovu), Wolkerova, Tomkova                                                         | Vladimír Křenek                  | Bez pol. přísluš.  |
| 14  | Nádražní, Švabinského nábřeží (od mostu K. Rajnocha po Wolkerovu)                                                                                               | Vladimíra Šuhejová               | KSČ                |
| 15  | Leninova (č. 3032-34) | Milan Kolomazník                 | Bez pol. přísluš.  |
| 16  | Leninova (č. 3035-36) | Jaroslav Brychta                 | KSČ                |
| 17  | Leninova (č. 3065-72) | Anna Sofková                     | ČSL                |
| 18  | Leninova (č. 3461-67) | Josef Svoboda                    | KSČ                |
| 19  | Tovačovského (č. 3161-67) | Pavel Horák                      | KSČ                |
| 20  | Blahoslavova, Gottwaldova, Komenského nám. (bez č. 363) | Olga Vybíralová                  | KSČ                |
| 21  | Komenského nám. (č. 363), Tovačovského (č. 2784, 2828), Leninova (č. 3073-80)                                                                                   | Ing. František Tesařík           | ČSL                |
| 22  | Denkova (č. 3600-02) | Olga Kunešová                    | KSČ                |
| 23  | Úprkova (č. 3683-88) | Ing. Petr Levák                  | Bez pol. přísluš.  |
| 24  | Úprkova (č. 3689-94) | JUDr. Jiří Mazánek               | KSČ                |
| 25  | Leninova (č. 3372-73), Denkova (č. 3043, 3944) | Anna Prajková                    | Bez pol. přísluš.  |
| 26  | Leninova (č. 3447-48) | Milan Olejník                    | Bez pol. přísluš.  |
| 27  | Leninova (č. 3543-44) | Jan Vacl                         | Bez pol přísluš.   |
| 28  | Leninova (č. 3574-75) | Vladimír Císař                   | KSČ                |
| 29  | Leninova (č. 3639-44), Rostislavova, Erbenovo nábřeží, Obvodová (č. 565)                                                                                        | Stanislav Mazánek                | KSČ                |
| 30  | Obvodová (č. 3667-75), atriové domky, Za Oskolí, Na Hrázi | Ing. Jaroslav Baláš              | KSČ                |
| 31  | Obvodová (č. 3948-50), U Rejdiště (3791-92) | Ing. Ivan Věžník                 | KSČ                |
| 32  | Obvodová (č. 3789-90) | Oldřich Fiala                    | KSČ                |
| 33  | U Rejdiště (č. 3725-32) | Anna Oborná                      | Bez pol. přísluš.  |
| 34  | Husovo náměstí, Tovačovského (po Komenského nám.) | Ing. Stanislav Hanák             | KSČ                |
| 35  | Kostnická, Stará Oskol, Nerudova (od Kostnické po hřiště) | Božena Potměšilová               | KSČ                |
| 36  | Kotojedská (od ONV po Jiráskovu), Nerudova (od Kotojedské), Úprkova (od Kotojedské po hřiště)                                                                   | Alois Kaštil                     | KSČ                |
| 37  | Alšova, Mánesova, Myslbekova (mezi Mánesovou a Alšovou) | JUDr. Leopold Schiller           | KSČ                |
| 38  | Myslbekova (mezi Alšovou a Obvodovou), Štursova (mezi Mánesovou a Obvodovou)                                                                                    | Josef Večerka                    | ČSS                |
| 39  | Farní, Moravcova, Tylova, Riegrovo nám. (č. 264-65), Vodní (č. 83-94, 101-03, 205)                                                                              | Miloš Bradík                     | Bez pol. přísluš.  |
| 40  | Ztracená, Vodní (č. 51-58, 60, 79-82) | Marta Pechalová (později Ondová) | KSČ                |
| 41  | Riegrovo nám. (od Šafaříkovy mimo č. 264-65), Křižná, Dobrovského                                                                                               | MUDr. Alois Hrabec               | Bez pol. přísluš.  |
| 42  | Riegrovo nám. (od nám. Dukelských hrdinů po Šafaříkovu), Prusinovského, Šafaříkova                                                                              | Milan Šmelko                     | Bez pol. přísluš.  |
| 43  | Velké náměstí | Marie Šluchová                   | KSČ                |
| 44  | Jánská, Kovářská, Křížkovského, Pilařova, Sněmovní náměstí, Stojanovo náměstí                                                                                   | Ing. Jan Zavadil                 | KSČ                |
| 45  | Malý Val | MUDr. Josef Kreml                | KSČ                |
| 46  | Chobot, Lázeňská, Na Kopečku, Volného, Zámecká zahrada (bez č. 1501)                                                                                            | Jaromír Sum                      | Bez pol. přísluš.  |
| 47  | Na Sladovnách, Resslova, Třebízského | Zdeněk Zimmermann                | KSČ                |
| 48  | 1. máje | Jiřina Parobková                 | KSČ                |
| 49  | Majakovského, Svatopluka Čecha (od Kollárovy po Majakovského), Vrchlického (od 1. máje po 9. května)                                                            | Olga Vančurová                   | Bez pol. přísluš.  |
| 50  | Kollárova (od 1. máje po 9. května) | Ing. arch. Antonín Kočař         | Bez pol. přísluš.  |
| 51  | 9. května | Ladislav Jurečka                 | Bez pol. přísluš.  |
| 52  | Vrchlického (od 9. května po Jiráskovu), Jiráskova (od Vrchlického po Kotojedskou), Gorkého (č. 881-82)                                                         | Pavla Polišenská                 | KSČ                |
| 53  | Kollárova (od 9. května po Sokolovskou), Máchova (od 9. května po Sokolovskou)                                                                                  | Josef Kalina                     | KSČ                |
| 54  | Sokolovská (č. 2470-71, 2498, 2529-31), Švermova (č. 2499-03), Rudé Armády (č. 3004-05)                                                                         | Jiří Vrtaník                     | KSČ                |
| 55  | Gorkého (od Sládkovy po Těreškovové), Zeyerova, Sládkova (č. 2606-07, 2770)                                                                                     | Pavel Červinka                   | Bez pol. přísluš.  |
| 56  | Vrchlického (od Jiráskovy po Sládkovu), Sládkova (mimo č. 2606-07, 2770)                                                                                        | Vladimír Boubelík                | KSČ                |
| 57  | Kotojedská (od Jiráskovy po Těreškovové), Těreškovové (od Kotojedské po Gorkého)                                                                                | Ladislav Konečný                 | KSČ                |
| 58  | Sokolovská (č. 2412-13, 2416-17), Máchova (č. 2422-24, 2448-50), Mladé gardy (č. 2414-15, 2452), Slovanské nám.                                                 | Helena Geroltová                 | Bez pol. přísluš.  |
| 59  | Fučíkova, Mladé gardy (č. 2420-21), Sokolovská (č. 2418-19), Švermova (č. 2399-01, 2408-11)                                                                     | Jaromír Čada                     | Bez pol. přísluš.  |
| 60  | Kotojedská (od Těreškovové po Kotojedské nádraží), Altýře | Milan Bartoněk                   | KSČ                |
| 61  | Gorkého (od Těreškovové po Kotojedskou), Těreškovové (č. 2636-37), Talichova (č. 1076, 2672, 2685, 2797)                                                        | Radek Suldovský                  | Bez pol. přísluš.  |
| 62  | Kroměříž – část Kotojedy | Ing. Zdeněk Mazal                | KSČ                |
| 63  | Kroměříž – část Trávník I | Pavel Kadlčík                    | Bez pol. přísluš.  |
| 64  | Kroměříž – část Trávník II (Trávnické zahrady a část Trávníku u Kotojedky)                                                                                      | Eva Zavadilíková                 | Bez pol. přísluš.  |
| 65  | Kroměříž – část Těšnovice I (horní část) | Ing. Ludmila Pospíšilová         | KSČ                |
| 66  | Kroměříž – část Těšnovice II (dolní část) | Karel Švagera                    | KSČ                |
| 67  | Mladé gardy (č. 2882, 2884), Švermova (2883) | Ing. Jaroslav Adamík             | KSČ                |
| 68  | Mladé gardy (č. 2737-39), Švermova (č. 2740-42, 2756-58, 2808-10)                                                                                               | Petr Pospíšil                    | KSČ                |
| 69  | Těreškovové (č. 3045-46, 3061-62, 3096-97, 3102-03, 3214) | Jan Baláš                        | Bez pol. přísluš.  |
| 70  | Těreškovové (č. 3158-60, 3211-13, 3412-15) | Jana Mrhálková                   | KSČ                |
| 71  | Talichova (č. 3512-13, 3676-77, 3733-36, 3858-60) | Ladislav Straka                  | KSČ                |
| 72  | Talichova (č. 3255-57, 3292, 3635-38, 3698-01, 3971-77) | Ladislav Kočíř                   | KSČ                |
| 73  | Rudé armády (č. 2712-14, 2728-33), Mladé gardy (č. 2734-36) | Zbyněk Šesták                    | Bez pol. přísluš.  |
| 74  | Švermova (č. 2743-45), Těreškovové (č. 2721-26) | Alena Švajdová                   | Bez pol. přísluš.  |
| 75  | Rudé armády (č. 983, 3031), Těreškovové (č. 2718-20, 2746-47, 2813, 2815)                                                                                       | Alena Konečná                    | Bez pol. přísluš.  |
| 76  | Osvoboditelů (po Stavbařů), Stavbařů, Příčná | Lubomír Šafařík                  | KSČ                |
| 77  | Osvoboditelů (od Stavbařů po Polní), Polní, Pionýrů, Na dílech                                                                                                  | Otakar Strakoš                   | Bez pol. přísluš.  |
| 78  | Osvoboditelů (zbytek od Polní), Lesní, Zahradní | Václav Páleníček                 | KSČ                |
| 79  | Požárníků, Na návsi, Záhulčí | Vratislav Dratva                 | Bez pol. přísluš.  |
| 80  | Rudé armády (od 9. května po Sokolovskou), Žižkova (od Rudé Armády po Kar. Světlé), Boženy Němcové, Karolíny Světlé, Čs. lidové armády (č. 3951, 3964, 3998-01) | Rudolf Duba                      | KSČ                |
| 81  | Žižkova (od Kar. Světlé), Elišky Krásnohorské, Čs. lidové armády (č. 4002-16)                                                                                   | Ing. Ladislav Frgal              | KSČ                |
| 82  | Náměstí lidových milicí, Slovenského národního povstání (č. 3986-93)                                                                                            | Jarmila Vítková                  | Bez pol. přísluš.  |
| 83  | Voroněžská, Slovenského národního povstání (č. 3994-97) | Ing. Miroslav Ošťádal            | KSČ                |
| 84  | Rudé armády (od Kpt. Jaroše po 9. května), Svatopluka Čecha (od Rudé armády po Kollárovu)                                                                       | Josef Skopal                     | Bez pol. přísluš.  |
| 85  | Kpt. Jaroše, Miličovo náměstí | Zdeňka Procházková               | Bez pol. přísluš.  |
| 86  | Náměstí Míru, Náměstí dukelských hrdinů (od nám. Míru po kpt. Jaroše)                                                                                           | Ing. Miroslav Daňhel             | Bez pol. přísluš.  |
| 87  | Kojetínská (nám. Míru po Štěchovice), Školní, Ulička | Marie Saibertová                 | Bez pol. přísluš.  |
| 88  | Smetanova, U sýpek | Ing. Rudolf Kulhánek             | KSČ                |
| 89  | Generála Svobody | Ing. Jiří Čermák                 | ČSL                |
| 90  | Havlíčkova (od Rudé armády po Tyršovu), Vítězného února | Irena Železníková                | KSČ                |
| 91  | Havlíčkova (od Tyršovy po Dvořákovu), Tyršova, Fügnerova | Dagmar Klenovská                 | Bez pol. přísluš.  |
| 92  | Purkyňova, Boční | Emanuel Koumar                   | KSČ                |
| 93  | Havlíčkova (od Dvořákovy po Albertovu), Dvořákova, Albertova | Ludmila Kraťochová               | ČSL                |
| 94  | Havlíčkova (č. 3361-62, 3853-54), Karla Čapka, areál nemocnice a psych. léčebny                                                                                 | Dagmar Dvořáčková                | Bez pol. přísluš.  |
| 95  | Havlíčkova (č. 3855-56, 3886-87, 3967-70, 3978-79) | Ing. Stanislav Krupa             | ČSS                |
| 96  | Havlíčkova (od nemocnice po VŠÚO mimo obvody č. 94-95), U cihelny, Terezov                                                                                      | Vladimíra Trefilová              | KSČ                |
| 97  | Kojetínská (od Štěchovic po Na lindovce), Štěchovice | Lubomír Zimmermann               | KSČ                |
| 98  | Koperníkova (od Štěchovic po Lutopeckou), Pavlákova, Na lindovce (č. 3289-90)                                                                                   | Ing. Václav Řezáč                | KSČ                |
| 99  | Koperníkova (od Lutopecké), Na lindovce (mimo č. 3289-90) | Josefa Olšinová                  | Bez pol. přísluš.  |
| 100 | J. Obadala, V. Pavlíka, Lutopecká | Antonín Zigo                     | ČSS                |
| 101 | K. Rudého, J. Homoly | Zdeněk Konečný                   | Bez pol. přísluš.  |
| 102 | V. Tučka, Odbojářů (č. 3594, 3596-99, 3617-26, 3629-31) | Ivana Apolenářová                | Bez pol. přísluš.  |
| 103 | B. Zelinky, Fr. Vančury, Odbojářů (bez obvodu č. 102) | Marie Šlechtová                  | Bez pol. příslluš. |
| 104 | Kroměříž – část Jarohněvice | Ing. Josef Šamánek               | Bez pol. přísluš.  |
| 105 | Kroměříž – část Šelešovice I (výstavba okolo silnice Kroměříž-Zdounky a Šelešovice-Rataje)                                                                      | Josef Šašek                      | KSČ                |
| 106 | Kroměříž – část Šelešovice II (část od silnice k nádraží) | Ing. Ludmila Lukeszová           | KSČ                |
| 107 | Kroměříž – část Drahlov | Petr Rozsypálek                  | Bez pol. přísluš.  |
| 108 | Kroměříž – část Zlámanka | Leoš Minařík                     | KSČ                |
| 109 | Víta Nejedlého, Květná, Pod Barbořinou | Miroslava Palichová              | ČSS                |
| 110 | Žerotínova, Kojetínská (od Na lindovce), Zámecká zahrada (č. 1501), Za zámeckou zahradou, Ostrov, U strže                                                       | Marie Butulová                   | KSČ                |
| 111 | Kroměříž – část Postoupky I | Anna Opravilová                  | Bez pol. přísluš.  |
| 112 | Kroměříž – část Postoupky II (Miňůvky) | Aleš Šeděnka                     | KSČ                |
| 113 | Kroměříž – část Hradisko | František Mariánek               | KSČ                |
| 114 | Zvláštní vojenský obvod | Rudolf Mentlík                   | KSČ                |
| 115 | Zvláštní vojenský obvod | Pavel Dvořák                     | KSČ                |
| 116 | Zvláštní vojenský obvod | Ing. Josef Kolář                 | KSČ                |
| 117 | Zvláštní vojenský obvod | Milan Vaculík                    | KSČ                |
| 118 | Zvláštní vojenský obvod | Ing. Lubomír Pakr                | KSČ                |
| 119 | Zvláštní vojenský obvod | Oldřich Pantůček                 | KSČ                |
| 120 | Zvláštní vojenský obvod | Jan Král                         | KSČ                |

Do listopadu 1989 se v plénu MNV Kroměříž udály tři změny: v prosinci 1987 rezignoval dosavadní předseda MNV Milan Vaculík, místo něho byl v lednu zvolen poslancem a následně i předsedou MNV Zdeněk Coufal, na počátku roku 1989 rezignovali na post poslance Ignác Valentík a Milan Kolomazník, jež v únoru nahradili Jan Katzer a Ing. Jan Štefka.